# Danielle Moinet
Danielle Moinet (Manhasset (New York), 28 november 1983) is een Amerikaans model, professioneel worstelaar en voormalig Americanfootballspeler. Ze debuteerde in 2011 bij WWE als worstelaar onder de naam Summer Rae.

## Loopbaan

### American football
In 2008 maakte Moinet haar debuut in het American football en speelde voor de Legends Football League-club Chicago Bliss. Op 30 juni 2011 speelde ze in de LFL All-Star Game op Copps Coliseum in Hamilton (Ontario), waar ze haar laatste wedstrijd speelde in de LFL.

### Professioneel worstelen

#### World Wrestling Entertainment (2011-heden)
In november 2011 ondertekende Moinet een contract met de World Wrestling Entertainment (WWE) en werd naar de Florida Championship Wrestling (FCW) gestuurd, dat ook als opleidingscentrum van WWE fungeerde, om te trainen tot een volwaardige profworstelaarster. Op 18 december 2012 maakte Moinet haar FCW-televisiedebuut. Later werd haar ringnaam vernoemd tot Summer Rae nadat ze de wedstrijd tussen Seth Rollins en Bradd Maddox, de "nieuwe klant" van Rae, verstoorde. Op 11 maart 2012 werd Rae de "General Manager" van FCW omdat haar voorganger, Maxine, ontslagen werd door FCW-eigenaar Steve Keirn.
In de eerste aflevering van seizoen zes van WWE NXT, een worstelprogramma van NXT Wrestling, maakte Rae haar NXT-debuut als ringaankondigster. Op 6 april 2013 maakte Rae haar ringdebuut en won samen met Audrey Marie de divas tag team match van Emma en Paige.
Op 22 april 2013 maakte Rae haar Raw-debuut als Fandango's danspartner. Op 27 april 2013 maakte Rae haar SmackDown-debuut waar haar danspartner, Fandango een wedstrijd had tegen Justin Gabriel. In een Raw-aflevering van 29 april 2013, verloren Rae en Fandango een danscompetitie van The Great Khali en Natalya.

## In het worstelen
- Finishers
  - Spinning heel kick

- Signature moves
  - Dropkick
  - Indian deathlock
  - Snapmare

- Bijnamen
  - "The First Lady of NXT"
  - "Mrs. Fandango"

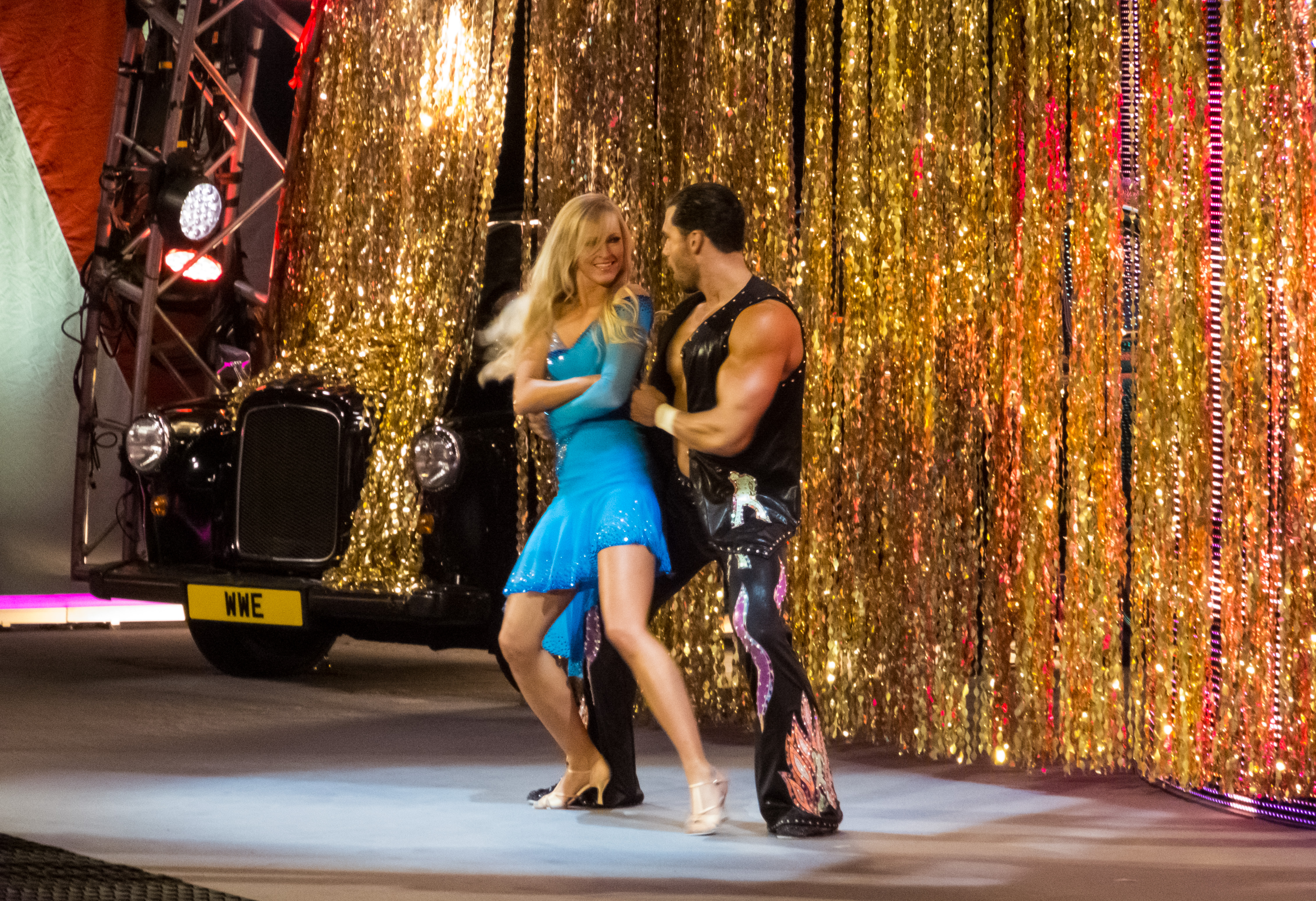
Summer Rae en Fandango in 2013

- Worstelaars waarvan ze manager was
  - Abraham Washington
  - Antonio Cesaro
  - Brad Maddox
  - Corey Graves
  - Damien Sandow
  - Jake Carter
  - Fandango

- Opkomstnummers
  - "Way You Love Me" van Hollywood Music (6 april 2012 - 7 februari 2013)
  - "TBD" van Jim Johnston (7 februari 2013 - heden)